# Сухумский район
Суху́мский райо́н (абх. Аҟәа араион, груз. სოხუმის რაიონი) — район Абхазской АССР и частично признанной Республики Абхазии. Согласно административно-территориальному делению Грузии — Сухумский муниципалитет Абхазской Автономной Республики Грузии.
Административный центр — город Сухум, который в район не входит.

## Административное деление
Крупнейшие населённые пункты: Гумиста c Ачадарой; Эшера с Шицкварой и Гуандрой; Баслата с Нижней и Верхней Бирцхой (Бирухой) (Бырц и Бырцху), Яштхуа с Нижняя и Верхняя Яштхуа (Яштхва), а также Верхняя Эшера и Дзыгута. На севере находится отдалённое село Псху.

## История
Образован 5 мая 1940 года на основе Сухумского уезда (ранее — Сухумского округа Кутаисской губернии). 19 февраля 1943 года 13 сельсоветов Сухумского района были переданы в новый Гульрипшский район. 10 апреля 1959 года к Сухумскому району был присоединён Гульрипшский район.
В разные годы район возглавляли:
- Авидзба Лев Арзабеевич (1993—2003),
- Агумава Зураб Михайлович (2003—2005),
- Авидзба Владимир Шакирович (2005—2012),
- Бигвава Жужуна Чаговна (2012—2014),
- Авидзба Беслан Шамениевич (2014 — 2017),
- Смыр Валерий Александрович (2017 — 2020),
- Читанава Алхас Заурович (2020 — по настоящее время)

## Население
| Численность населения | Численность населения | Численность населения | Численность населения | Численность населения | Численность населения | Численность населения | Численность населения |
| 1886                  | 1897                  | 1926                  | 1939                  | 1959                  | 1970                  | 1979                  | 1989                  |
| --------------------- | --------------------- | --------------------- | --------------------- | --------------------- | --------------------- | --------------------- | --------------------- |
| 68 773                | ↗106 179              | ↘55 529               | ↗77 925               | ↗84 351               | ↘36 552               | ↗38 306               | ↗39 516               |
| 2003                  | 2011                  | 2013                  | 2014                  | 2015                  | 2016                  | 2017                  | 2018                  |
| ↘11 747               | ↘11 531               | ↗11 546               | ↘11 541               | ↘11 536               | ↘11 513               | ↗11 519               | ↘11 517               |
| 2019                  | 2020                  |                       |                       |                       |                       |                       |                       |
| ↘11 494               | ↘11 460               |                       |                       |                       |                       |                       |                       |

Численность населения (без города Сухума) в 1939 году составляла 77 925 человек (из них 28,5 % — греки, 26,3 % — грузины, 22,6 % — армяне, 14,8 % — русские, 2,5 % — абхазы), в 1989 году — 39 516 жителей (в том числе 44,4 % — грузины, 29,4 % — армяне, 10,5 % — греки, 7,2 % — русские, 5,1 % — абхазы), в 2003 году — 11 747 жителей.
Национальный состав района по переписям населения 2003 и 2011 годов:
| Народ    | 2003 чел. | %        | 2011 чел. | %        |
| -------- | --------- | -------- | --------- | -------- |
| армяне   | 7209      | 61,37 %  | 6467      | 56,08 %  |
| абхазы   | 2916      | 24,82 %  | 3505      | 30,40 %  |
| русские  | 860       | 7,32 %   | 864       | 7,49 %   |
| грузины  | 248       | 2,11 %   | 235       | 2,04 %   |
| греки    | 183       | 1,56 %   | 147       | 1,27 %   |
| украинцы | 60        | 0,51 %   | 58        | 0,50 %   |
| осетины  | 15        | 0,13 %   | ...       | ...      |
| эстонцы  | 13        | 0,11 %   | ...       | ...      |
| другие   | 243       | 2,07 %   | 255       | 2,21 %   |
| итого    | 11747     | 100,00 % | 11531     | 100,00 % |